# Haifu (köpinghuvudort i Kina, Jiangsu Sheng, lat 31,99, long 121,69)
Haifu är en köpinghuvudort i Kina. Den ligger i provinsen Jiangsu, i den östra delen av landet, omkring 270 kilometer öster om provinshuvudstaden Nanjing. Antalet invånare är 43 610. Befolkningen består av 24 538 kvinnor och 19 072 män. Barn under 15 år utgör 9,0 %, vuxna 15-64 år 68 %, och äldre över 65 år 22,0 %.
Runt Haifu är det tätbefolkat, med 849 invånare per kvadratkilometer. Närmaste större samhälle är Lüsigang, 11,5 km nordväst om Haifu. Trakten runt Haifu består till största delen av jordbruksmark.
Genomsnittlig årsnederbörd är 1 224 millimeter. Den regnigaste månaden är juli, med i genomsnitt 179 mm nederbörd, och den torraste är januari, med 36 mm nederbörd.